# Cerodontha impatientis
Cerodontha impatientis este o specie de muște din genul Cerodontha, familia Agromyzidae, descrisă de Mitsuhiro Sasakawa în anul 1992.
Este endemică în Venezuela. Conform Catalogue of Life specia Cerodontha impatientis nu are subspecii cunoscute.